# درز کردن خبر
درز کردن خبر یا نشت اطلاعات یا نشت خبری (انگلیسی: News leak)، انتشار بدون مجوز اطلاعات محرمانه به رسانه‌های خبری است. همچنین می‌تواند انتشار زودهنگام اطلاعات توسط یک خبرگزاری باشد، اطلاعاتی که موافقت کرده‌است قبل از زمان مشخص، برخلاف تحریم خبری منتشر نخواهد شد. اسناد پاناما، سندهای محرمانه‌ای که در ۳ آوریل ۲۰۱۶ در مورد 
بهشت‌های مالیاتی فراساحلی به بیرون درز کرد؛ از آن‌جمله است.